# کیم پیکاک
کیم پیکاک (انگلیسی: Kim Peacock؛ ۲۴ مارس ۱۹۰۱ – ۲۶ دسامبر ۱۹۶۶) بازیگر رادیو و سینما اهل بریتانیا بود.
از فیلم‌هایی که وی در آن‌ها نقش داشته است، می‌توان به اهل جزیره من اشاره نمود.